# 疾風 (雜誌)
《疾風》被認為是台灣戒嚴時期一本親中國國民黨的極右派的政論月刊，主要目的在於對抗黨外運動。1979年7月7日創刊，創辦人是沈光秀、勞政武等，總編輯為李勝峰，社務委員還有雷渝齊、許承宗、蕭玉井等人。1979年9月8日，《美麗島雜誌》在台北市中泰賓館舉行創刊酒會，《疾風》雜誌社成員在外舉行「聲討國賊陳婉真行動大會」，造成兩方對峙衝突，是為中泰賓館事件。1980年8月，《疾風》第12期遭停刊一年，而後由政論月刊《龍旗》接棒。
《疾風》從第五期開始連載政治影射小說〈黑幫外史〉，以「林一熊」影射林義雄，「許心涼」影射許信良，後者與不同女性間的私生活，而一場露骨床戲的女主角「呂銹鍊」是影射呂秀蓮。作者署名「笑傲我生」，據胡秋原的考證，正是創辦人沈光秀。